# Фрегаты типа «Саксония»
Фрегаты типа «Саксония» (тип F124, нем. Sachsen-Klasse) — тип фрегатов военно-морских сил Германии. Проект был разработан в 1990-х годах немецкими судостроительными компаниями: Blohm + Voss и ThyssenKrupp. Решение о разработке и строительстве четырёх фрегатов УРО проекта 124 было принято в 1996 году. Фрегаты типа «Саксония» F124 заменили устаревшие Эскадренные миноносцы типа «Лютьенс» и в дальнейшем будут использоваться в качестве флагманских кораблей. По основным размерениям фрегат больше похож на эскадренный миноносец (Эсминец). Головной корабль серии F219 Sachsen спущен на воду в 2001 году, в 2002 году спущен второй фрегат серии — F220 Hamburg, в 2003 году — F221 Hessen. По состоянию на октябрь 2008 года все три корабля находятся в составе Военно-морского флота Германии, опцион на четвёртый фрегат F222 Thüringen отменён.

## Конструкция
В качестве прототипа взят проект F123 Бранденбург, но с применением технологии «Стелс» и изменением состава радиотехнического вооружения. Проект разработан на основе концепции МЕКО. Корпус и настройки корабля стальные, разделены на 8 отсеков, установлены активные успокоители качки. Газовые турбины установлены в отдельном шумоизолирующем модуле.

## Вооружение
Управление вооружением и оборудованием корабля осуществляется автоматизированой системой боевого управления типа Thales SEWACO-FD. В состав АСБУ входит 17 компьютеризованных рабочих мест, 11 интерфейсных модулей, два больших информационных дисплея, два модуля сохранения (записи) поступающей информации, консоль спутниковой связи, две рабочих станции OP-SW-CDS.
Обмен информацией между БИУС других кораблей и береговыми объектами осуществляется по стандартам НАТО Link 11 и Link 16. В будущем планируется модернизация АСБУ для работы по стандарту Link 22.
По данным производителя, РЛС раннего обнаружения SMART-L может отслеживать одновременно до 1000 целей, при этом РЛС целеуказания и наведения APAR отслеживает до 200 целей с возможностью ведения огня по 30 целям. Возможности АСБУ несколько скромнее, система позволяет одновременно обстреливать 16 воздушных целей при сопровождении двух надводных и двух подводных целей.
Навигационная система имеет в своем составе два терминала спутниковой навигационной системы NAVSAT, две инерциальные навигационные системы MINS и систему получения прогнозов погоды со спутников. Корабли несут по два вертолета ПЛО NH90. Для посадки вертолетов в штормовую погоду, корабли оснащены специальными системами посадки.

## Список фрегатов
| Название  | Бортовой номер | Верфь              | Закладка           | Спуск на воду      | Достройка          | Ввод в строй       | Примечания         |
| --------- | -------------- | ------------------ | ------------------ | ------------------ | ------------------ | ------------------ | ------------------ |
| Sachsen   | F219           | Blohm + Voss       | 1 февраля 1999     | 20 января 2001     | 29 ноября 2002     | 31 декабря 2003    |                    |
| Hamburg   | F220           | Howaldtswerke      | 1 сентября 2000    | 16 августа 2002    | сентябрь 2004      | 13 декабря 2004    |                    |
| Hessen    | F221           | Nordseewerke       | 14 сентября 2001   | 26 июля 2003       | 7 декабря 2005     | 21 апреля 2006     |                    |
| Thüringen | F222           | опцион не заключён | опцион не заключён | опцион не заключён | опцион не заключён | опцион не заключён | опцион не заключён |

## Галерея
- F219 Sachsen
- F220 Hamburg
- F221 Hessen